# ベルレヴォーグ
 ベルレヴォーグ（ノルウェー語: Berlevåg）は、ノルウェーのフィンマルク県にある基礎自治体。行政の中心地はベルレヴォーグ村。1913年1月1日にターナから分かれた。
ベルレヴォーグ村と人口およそ45人のコングスフィヨルド村の二つの村落から成る。

## 基礎情報

### 地名
地名の最初の部分はノルウェー語で真珠を意味するperleが転じたもので、最後のvågは湾を意味する。

### 紋章
現在の紋章は1988年7月22日に国王の認可を得た。五つの水色の波はこの地域が海との闘いを繰り広げてきた反面、その海に頼ってきたことを物語っている。

## 地理
ヴァランゲル半島の北部に位置し、バレンツ海に開けている。
域内の防波堤はこれまで幾度となく悪天候により壊されてきた。そのため、現在ではバレンツ海から押し寄せる激しい波に備え、テトラポットが置かれている。1973年に港に防波堤が建造されると、沿岸急行船「フッティルーテン」はここにドックを設けた。
沖を流れるメキシコ湾流の影響で冬はそれほど厳しくなく、-15℃を下回ることは滅多にない。他方、夏に30℃を超すこともない。
近海の島々には手付かずの山や湿地の自然が残り、幾千もの海鳥の営巣地となっている。バードウォッチングも可能。

## 歴史

### 第二次大戦

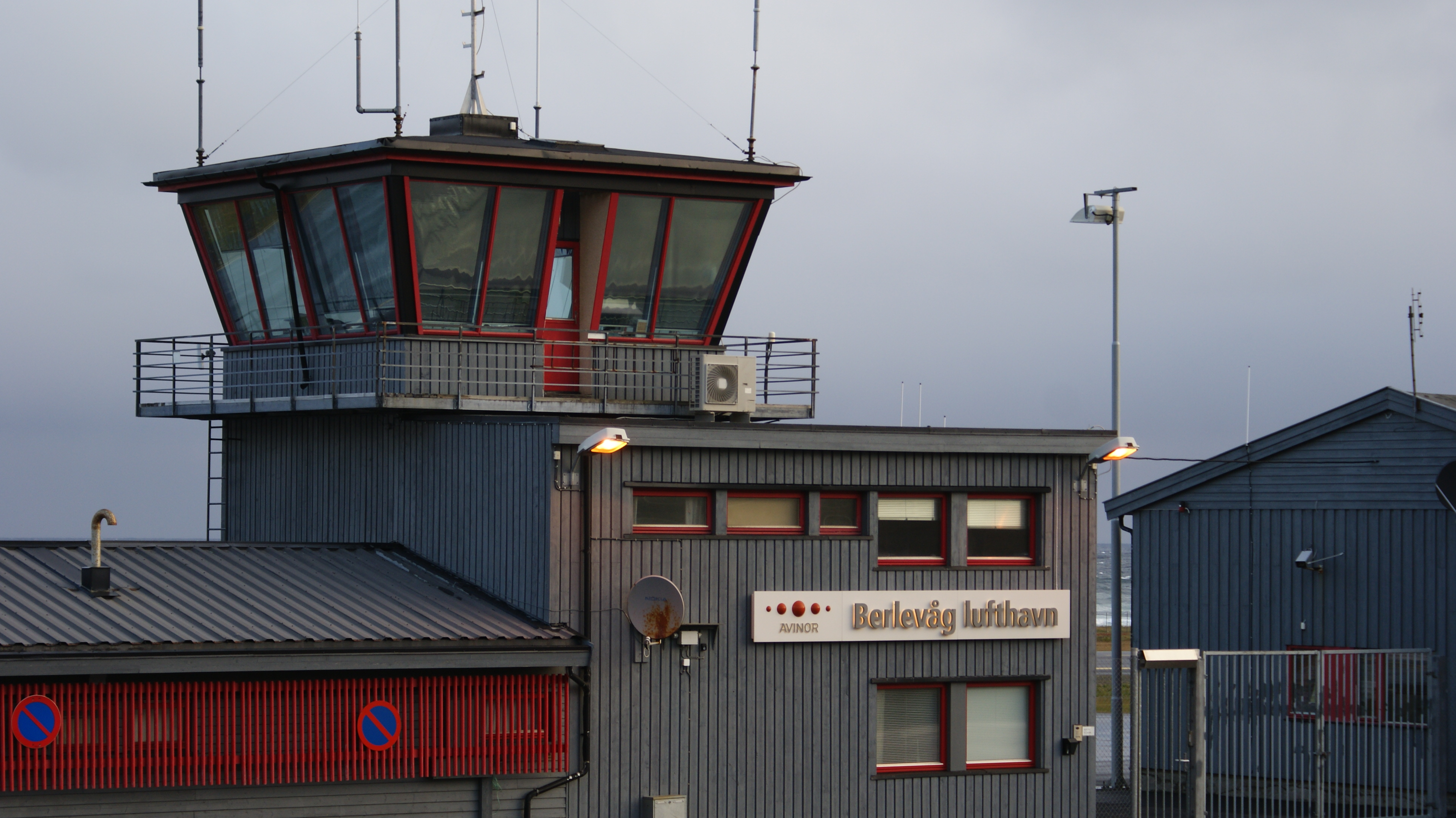
現在のベルレヴォーグ空港

第二次世界大戦のドイツ占領下、ベルレヴォーグにはロシア人捕虜によって空港が造営された。このため、1943年から翌年にかけて市街や飛行場はほぼ毎日ロシア軍からの爆撃を受けた。1944年11月、村はドイツの焦土作戦により跡形もなくなり、住民らは立ち退きを強いられた。終戦後、ノルウェー政府は住民らをよりよい港湾のある近くのコングスフィヨルドに移住させようとしたが、彼らは拒んで村を復興させた。当時、ベルレヴォーグには木が全くなかったため、住民らは旧飛行場の木板を活用して家を建てた。

## 大衆文化
ノルウェー人映画監督、クヌート・エリク・イェンセンのドキュメンタリー映画「Heftig og begeistret」には、Berlevåg Mannsangsforeningというベルレヴォーグの男性合唱団が登場する。トロムソ国際映画祭で初演されたこの映画は、国内で大ヒットした。合唱団はアメリカツアーも行い、ニューヨークのグラウンドゼロでも公演を行った。合唱団中最年長で最も有名だったエイナル・ストランは、2004年に98歳で亡くなった。

## 姉妹都市
- ベロモルスク（ロシア）

## 脚注

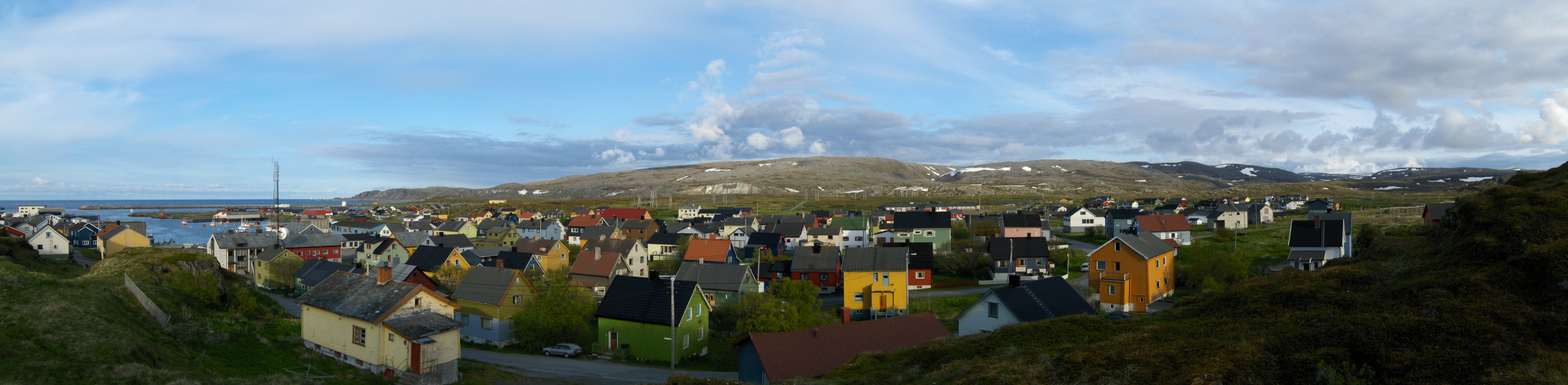
ベルレヴォーグ村のパノラマ写真